# Sénat (Thaïlande)
Pour les autres articles nationaux ou selon les autres juridictions, voir Sénat.
13e législature
Sappaya-Sapasathan
Le Sénat (en thaï : วุฒิสภา RTGS : Wuthisapha) est la chambre haute de l'Assemblée nationale de Thaïlande, pouvoir législatif du pays.

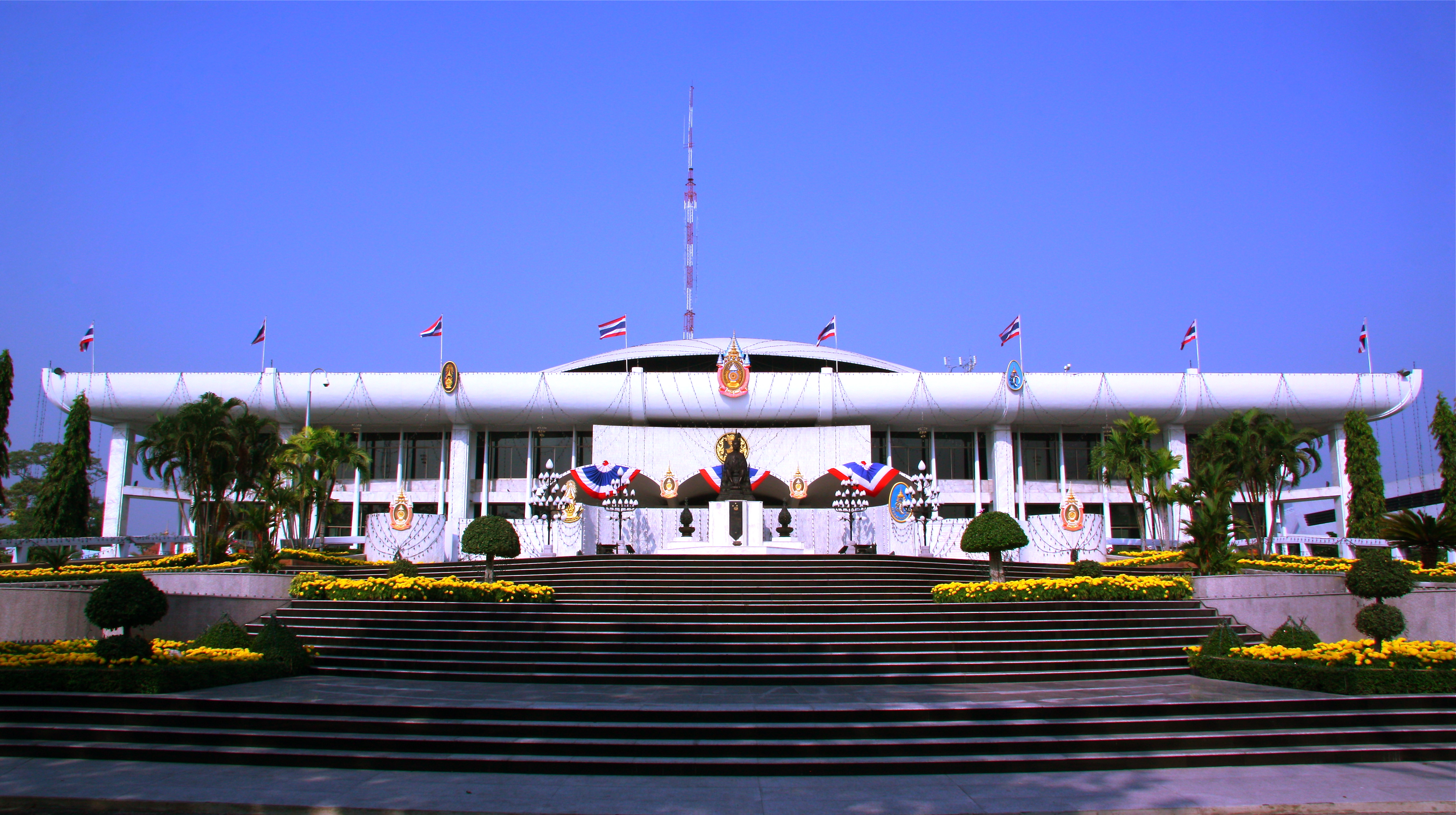
Ancien Siège du parlement (ou Assemblée nationale) composé de la Chambre des représentants et du Sénat, en 2008, domaine royal de Dusit

Conformément à la constitution thaïlandaise de 2017, le Sénat est une chambre législative non-partisane, composée de 200 membres élus pour cinq ans au scrutin indirect selon un mode de désignation complexe à plusieurs tours.

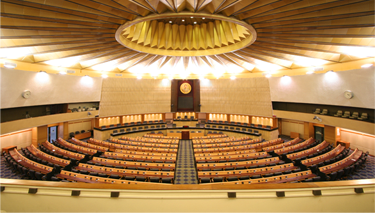
Ancien lieu de réunion du Sénat, en 2007, dans le domaine royal de Dusit

Le Sénat est aboli à la suite du coup d'État de mai 2014, remplacée par l'Assemblée nationale législative créée à l'initiative du Conseil national pour la paix et le maintien de l'ordre. La constitution de 2017, entrée en vigueur en avril 2017, rétablit le parlement bicaméral avec la Chambre des représentants et le Sénat. Il est provisoirement composé pour cinq ans de 250 membres dont deux cent quarante-quatre sénateurs sont nommés directement le Conseil national pour la paix et le maintien de l'ordre, tandis que les six autres en sont membres de droit.

## Composition

### Sénat actuel élu au suffrage indirect
Le Sénat est composé de 200 sièges pourvus dans leur intégralité pour un mandat de cinq ans selon un mode de scrutin particulièrement complexe. Élus au suffrage indirect pour un mandat non renouvelable de manière consécutive, les sénateurs sont obligatoirement indépendants, faisant de la chambre haute une assemblée technocrate non partisane. Seuls peuvent se présenter les individus possédant la nationalité thaïlandaise de naissance, âgé d'au moins quarante ans, et disposant d'un minimum de dix ans d'expérience dans leur domaine respectif. Contrairement au Sénat transitoire l'ayant précédé, le Sénat ne voit plus ses membres participer au vote de confiance du Premier ministre,,.
Le collège électoral constitué de l'ensemble des candidats est subdivisé en vingt groupes, qui élisent chacun dix sénateurs à l'issue de six tours de scrutins visant à réduire successivement le nombre de candidats restants. Deux tours de scrutins ont lieu au niveau des 928 amphoe (ou districts), puis deux au niveau des 77 provinces, puis deux derniers au sein d'une unique circonscription nationale,. La complexité du système vaut aux élections sénatoriales d'être qualifiées d'« élections les plus compliquées au monde ».
Les groupes sont les suivants, chaque candidat étant classé selon son activité ou sa capacité à représenter un groupe donné, :
1. Fonction publique et sécurité nationale
2. Système judiciaire
3. Enseignement
4. Santé
5. Agriculture
6. Elevage et pisciculture
7. Employés du secteur privé
8. Environnement, ressources naturelles et énergie
9. Entrepreneurs en petites entreprises
10. Autres entrepreneurs
11. Tourisme
12. Industrie
13. Sciences, technologies et communications
14. Femmes
15. Personnes agées, handicapés, minorité ethniques et autres groupes identitaires
16. Art, culture, musique et divertissement
17. Organisations non grouvernementales
18. Sports, médias de masse et littérature
19. Auto-entrepreneurs
20. Autres

Le premier vote dans les districts intervient selon un système de vote limité : les candidats votent au sein de leur groupe en disposant de deux voix qu'ils peuvent donner aux autres candidats à raison d'une seule voix par candidat. Les cinq candidats arrivés en tête de chacun des vingt groupes dans les 928 districts sont ainsi sélectionnés, soit un total de cent candidats par districts, ce qui réduit ainsi leur total à 92 800. Un second vote voit ensuite les candidats voter au vote unique non transférable pour les candidats de 3 à 5 autres groupes que le leur, choisis au hasard. Les trois candidats arrivés en tête de chacun des groupes se maintiennent, soit un total de soixante candidats par districts, ce qui conduit à 55 680 candidats restants,.
Ce système en deux temps est répété dans les 77 provinces. Chaque candidat vote pour deux candidats de son groupe au niveau provincial, et cinq candidats par groupes se maintiennent dans chacune des provinces, ce qui amène le total des candidats à être réduit à 7 700. Lors du second vote provincial, les candidats votent pour les membres d'autres groupes, qui peuvent être les mêmes qu'au niveau des districts, mais pas obligatoirement. Le vote est également unique non transférable, mais seuls deux candidats sont par contre retenus par groupe, et non plus trois. Le total est ainsi de 40 par province, soit un total restant de 3 080,.
Le système change enfin lors des votes organisés au niveau national : le premier vote permet aux candidats d'attribuer jusqu'à dix voix au sein de leur groupe. Les 40 candidats arrivés en tête de chaque groupe se maintiennent, réduisant leur total à 800. Le deuxième vote au niveau national, le dernier, n'est cette fois-ci plus au vote unique non transférable. Les candidats votent pour cinq candidats d'autres groupes. Les dix candidats arrivés en tête de chacun des vingt groupes à l'issue de ce dernier vote sont élus sénateurs, et deviennent les 200 membres du Sénat,.

### Sénat transitoire nommé
Le Sénat compte 250 membres où l’on retrouve 244 sénateurs nommés par le Conseil national pour la paix et le maintien de l'ordre ainsi que 6 membres de droit,:
- 194 sénateurs nommés parmi 400 noms proposés par le Comité de sélection des sénateurs
- 50 sénateurs nommés parmi 200 candidats représentant divers groupes professionnels qui avaient été choisis par leurs pairs et sélectionnés par la Commission électorale. On retrouve dans ces groupes professionnels :
  - Administration publique et sécurité : anciens fonctionnaires, fonctionnaires et autres ;
  - Droit et justice : anciens juges, avocats et autres professionnels du droit ;
  - Éducation et santé publique : anciens enseignants, chargés de cours, chercheurs, médecins, infirmières, pharmaciens et autres ;
  - Agriculture : agriculteurs, éleveurs, pêcheurs et autres ;
  - Employés non gouvernementaux : cols bleus et blancs, pigistes et autres ;
  - Environnement, immobilier, utilité publique, science, médias, énergie et autres ;
  - Petites et moyennes entreprises (PME) ;
  - Femmes, personnes âgées, personnes ayant des besoins spéciaux, groupes ethniques ;
  - Arts et culture ;
  - Autres.

Ils tiennent compte de leurs compétences, mais aussi d'un objectif de parité hommes/femmes, de la répartition équitable des sièges entre les groupes socioprofessionnels, ou encore de la représentation des groupes sociaux les moins favorisés.
Enfin six membres sont sénateurs de droit : le secrétaire permanent du ministère de la Défense, le commandant suprême des forces armées royales, les commandants en chef de l'Armée royale, de la Marine royale et de la Force aérienne royale ainsi que le commissaire général de la police royale.

### Éligibilité
L'article 115 de la Constitution de 2017 dispose les conditions d'éligibilité au Sénat. Pour être éligible à la fonction de sénateur, un candidat doit être de nationalité thaïlandaise de naissance et âgé d'au moins 40 ans. Il doit avoir obtenu un baccalauréat ou un niveau de diplôme équivalent. Les sénateurs élus doivent résider dans leur circonscription depuis au moins 5 ans, y être né, ou y avoir mené au moins 5 ans d'étude. Il ne doivent pas être l'ascendant, le fils ou la fille, ou le conjoint d'un membre de la Chambre des représentants ou d'une personne exerçant des responsabilités politiques, et ne doivent pas avoir été membre d'un parti politique depuis au moins cinq ans.
Les autres disqualifications sont similaires à celle de la Chambre des représentants et sont disposées à l'article 98 de la Constitution. Le candidat ne doit pas avoir été : toxicomane, en banqueroute, criminel condamné, membre d'une administration locale, fonctionnaire, membre du pouvoir judiciaire ou de tout autre organisme gouvernemental ainsi que ne pas être privé de ses droits civiques — tel qu'être membre du clergé, criminel ou malade mental. Si le candidat est membre d'une administration locale ou d'un ministère, il doit avoir quitté sa fonction pour une période d'au moins cinq ans avant d'être éligible au Sénat.